# Rheum acuminatum
Rheum acuminatum Hook. f. & Thomson – gatunek rośliny z rodziny rdestowatych (Polygonaceae Juss.). Występuje naturalnie w północnych częściach Indii i Mjanmy, w Nepalu, Bhutanie oraz południowych Chinach (w południowej części Gansu, Syczuanie, Junnanie oraz Tybecie). 

## Morfologia
PokrójBylina dorastająca do 50–80 cm wysokości. Pędy mają czerwonawą barwę.
LiścieIch blaszka liściowa jest owłosiona od spodu i ma kształt od sercowatego do owalnie sercowatego. Mierzy 13–20 cm długości oraz 12–19 cm szerokości, jest całobrzega, o sercowatej nasadzie i spiczastym wierzchołku. Ogonek liściowy jest nagi, ma czerwonawą barwę i osiąga 13–20 cm długości. Gatka jest błonkowata i dorasta do 20 mm długości.
KwiatyZebrane w wiechy, rozwijają się na szczytach pędów. Listki okwiatu mają owalny lub eliptyczny kształt i czerwonopurpurową barwę, mierzą 2–3 mm długości.
OwoceMają podłużnie jajowaty kształt z czerwonopurpurowym skrzydełkiem, osiągają 7–8 mm długości oraz 6–7 mm szerokości.

## Biologia i ekologia
Rośnie w lasach oraz na terenach skalistych. Występuje na wysokości od 2800 do 4000 m n.p.m. Kwitnie od czerwca do lipca.